# 258-ма піхотна дивізія (Третій Рейх)
258-ма піхотна дивізія (нім. 258. Infanterie-Division) — піхотна дивізія Вермахту за часів Другої світової війни.

## Історія
258-ма піхотна дивізія створена 26 серпня 1939 року в ході 4-ї хвилі мобілізації Вермахту (нім. 4. Welle).

## Райони бойових дій
- Німеччина (серпень 1939 — травень 1940);
- Франція (травень — червень 1940);
- Польща (липень 1940 — червень 1941);
- СРСР (центральний напрямок) (червень 1941 — серпень 1943);
- СРСР (південний напрямок) (серпень 1943 — серпень 1944).

## Командування

### Командири
- генерал-лейтенант Вальтер Волльманн (нім. Walther Wollmann) (1 вересня 1939 — 1 серпня 1940);
- генерал-лейтенант, доктор політичних наук Вальдемар Генріці (нім. Waldemar Henrici) (1 серпня 1940 — 2 жовтня 1941);
- генерал-лейтенант Карл Пфлаум (нім. Karl Pflaum) (2 жовтня 1941 — 19 січня 1942);
- генерал-лейтенант Ганскурт Гекер (нім. Hanskurt Höcker) (19 січня 1942 — 1 жовтня 1943);
- генерал-лейтенант Ойген-Генріх Блеєр (нім. Eugen-Heinrich Bleyer) (1 жовтня 1943 — 4 вересня 1944);
- оберст Рудольф Гільшер (нім. Rudolf Hielscher) (вересень 1944).